# Camille Avrillon
Camille Avrillon – francuski kolarz torowy, brązowy medalista mistrzostw świata.

## Kariera
Największy sukces w karierze Camille Avrillon osiągnął w 1907 roku, kiedy zdobył brązowy medal w sprincie indywidualnym amatorów podczas mistrzostw świata w Paryżu. W zawodach tych wyprzedzili go jedynie dwaj rodacy: Jean Devoissoux oraz André Auffray. Był to jedyny medal wywalczony przez Avrillona na międzynarodowej imprezie tej rangi. Ponadto w 1905 roku zajął trzecie miejsce w Grand Prix Paryża. Nigdy nie wystartował na igrzyskach olimpijskich.